# Flächengruppe
In der Gruppentheorie, einem Teilgebiet der Mathematik, werden die Fundamentalgruppen geschlossener, orientierbarer Flächen als Flächengruppen (engl.: surface groups) bezeichnet.

## Definition

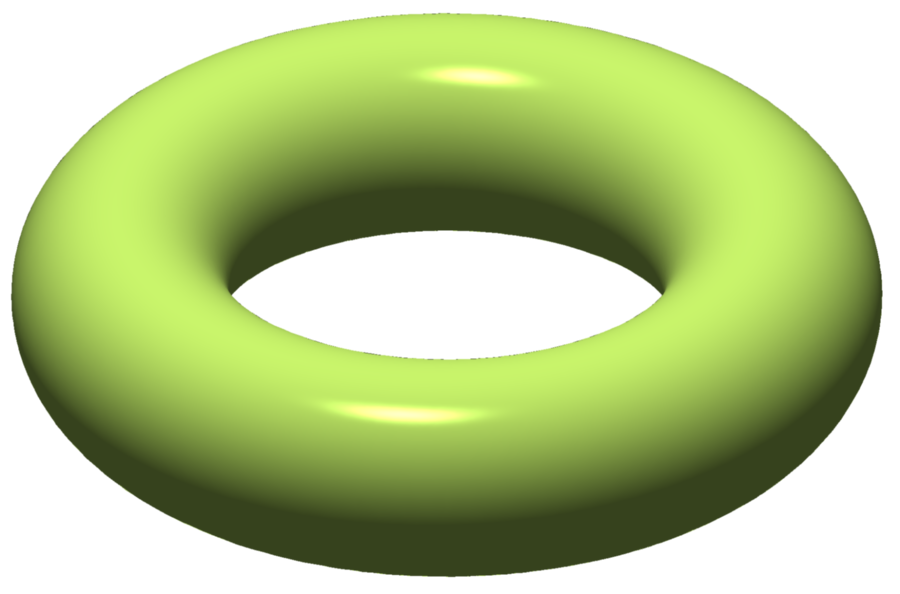
Torus
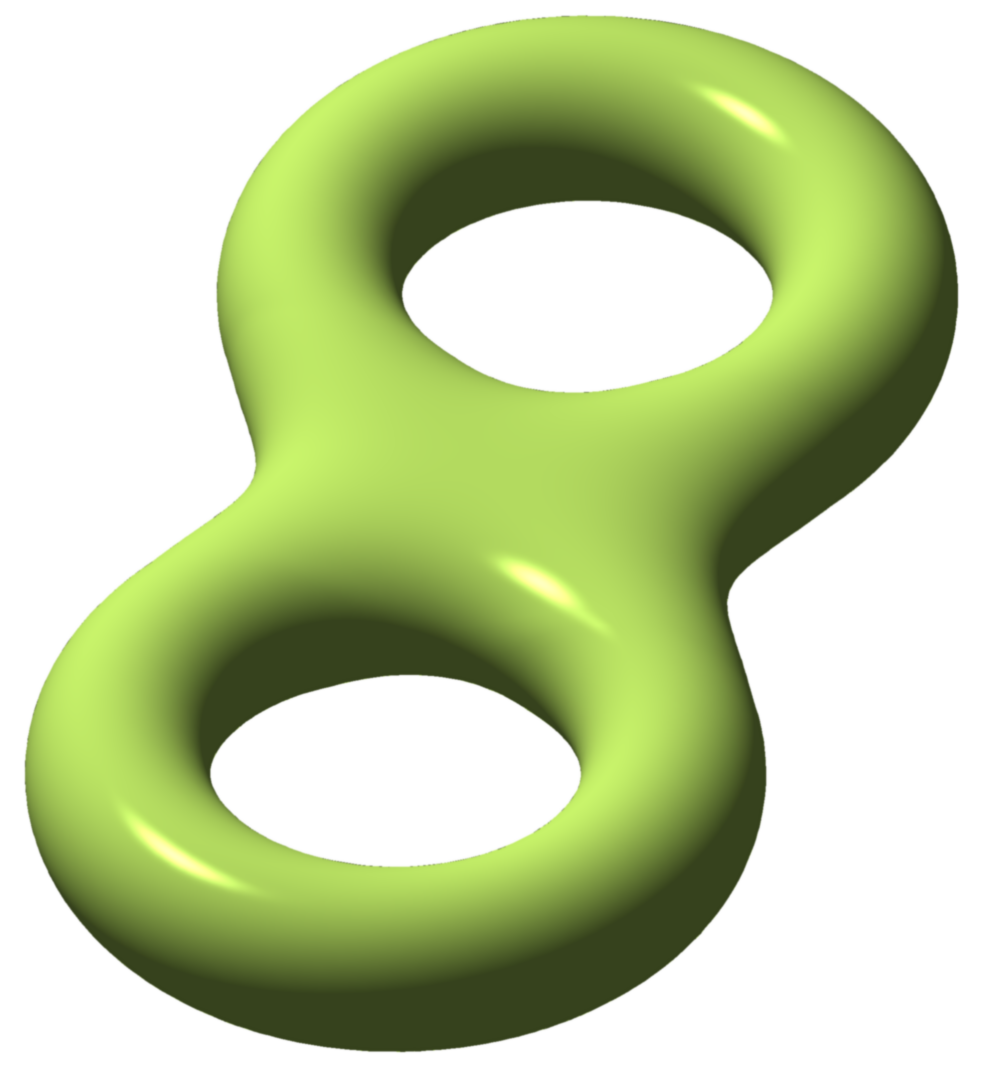
Doppeltorus
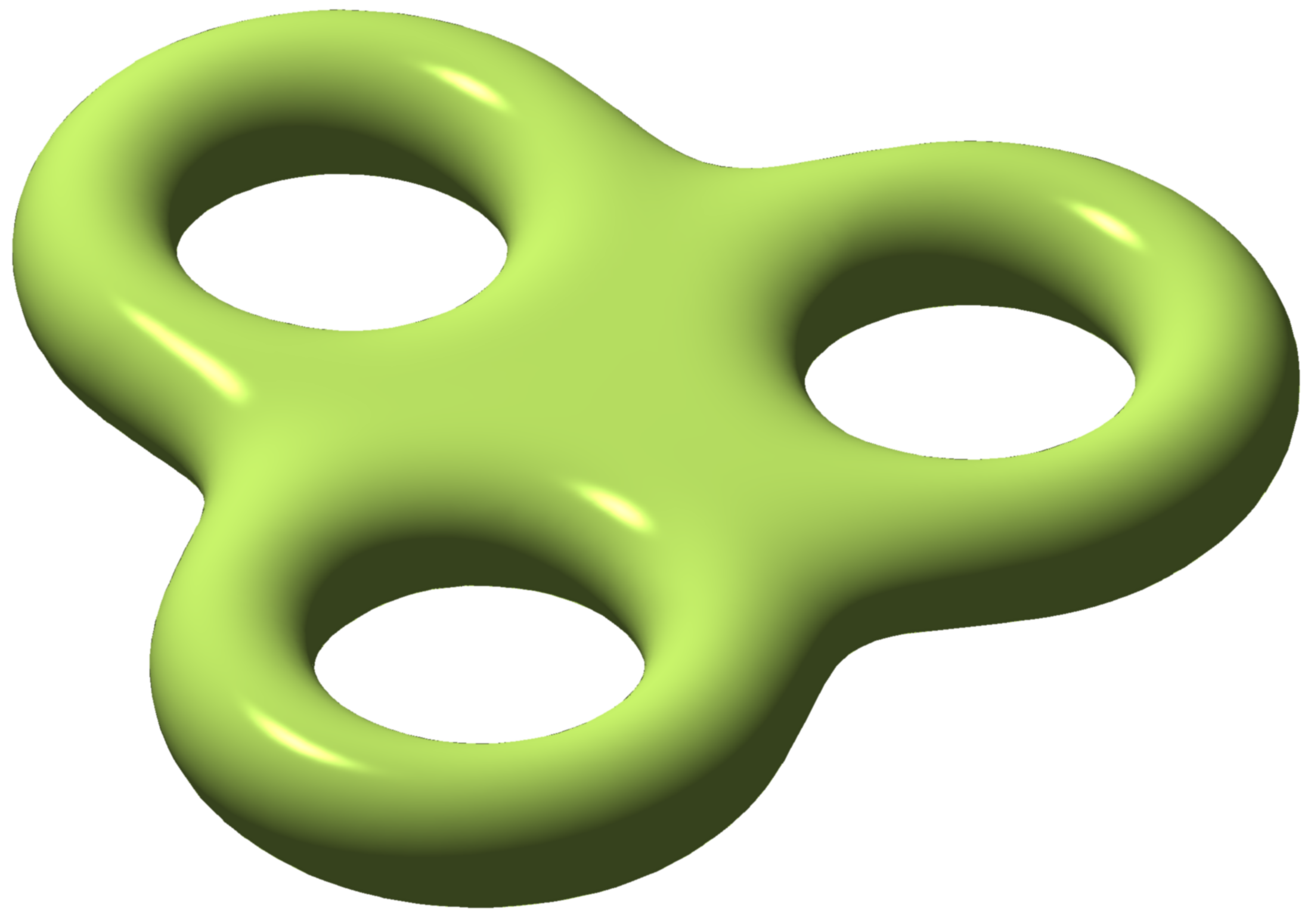
Brezelfläche

Sei {\displaystyle g\geq 1} eine natürliche Zahl und {\displaystyle S_{g}} die geschlossene, orientierbare Fläche vom Geschlecht {\displaystyle g}.
- {\displaystyle g=1}: Torus
- {\displaystyle g=2}: Doppeltorus
- {\displaystyle g=3} Brezelfläche[1]

Die Fundamentalgruppen {\displaystyle \pi _{1}S_{g}} werden als Flächengruppen bezeichnet.

## Präsentierung
Die Flächengruppe {\displaystyle \pi _{1}S_{g}} hat die Präsentierung
{\displaystyle \pi _{1}S_{g}=\langle a_{1},b_{1},\ldots ,a_{g},b_{g}\mid \Pi _{i=1}^{g}\left[a_{i},b_{i}\right]=1\rangle }.
Zum Beispiel ist {\displaystyle \pi _{1}S_{1}=\mathbb {Z} ^{2}}.

## Hyperbolizität
Mit Ausnahme von {\displaystyle \pi _{1}S_{1}=\mathbb {Z} ^{2}} sind alle Flächengruppen hyperbolisch. Max Dehn benutzte hyperbolische Geometrie, um das Wortproblem für Flächengruppen zu lösen. Diese Arbeit gilt als Vorläufer für die in den 1980er Jahren von Gromow entwickelte Theorie der hyperbolischen Gruppen.
Flächengruppen sind – wie alle hyperbolischen Gruppen – automatische Gruppen, ihr Wortproblem lässt sich also in quadratischer Zeit lösen.

## Darstellungen (Höhere Teichmüllertheorie)
Die Theorie der Darstellungen von Flächengruppen {\displaystyle \pi _{1}S_{g}} in Lie-Gruppen {\displaystyle G} wird als Höhere Teichmüller-Theorie bezeichnet. Klassische Teichmüller-Theorie ist der Spezialfall {\displaystyle G=PSL(2,\mathbb {R} )}, in diesem Fall vermittelt die Holonomie eine Bijektion zwischen dem Teichmüller-Raum und einer Zusammenhangskomponente von {\displaystyle Rep(\pi _{1}S_{g},G):=Hom(\pi _{1}S_{g},PSL(2,\mathbb {R} ))/conj.}.

### Zusammenhangskomponenten der Darstellungsvarietät
Im Folgenden bezeichnet {\displaystyle Hom(\pi _{1}S_{g},G)} die Darstellungsvarietät, deren Zusammenhangskomponenten – für zusammenhängende Lie-Gruppen {\displaystyle G} – den Zusammenhangskomponenten von {\displaystyle Rep(\pi _{1}S_{g})} entsprechen.
- Für kompakte, zusammenhängende Gruppen {\displaystyle G} entsprechen die Zusammenhangskomponenten der Darstellungsvarietät den Elementen von {\displaystyle \pi _{1}G}.[3]
- Für {\displaystyle G=PSL(2,\mathbb {R} )} werden die Zusammenhangskomponenten der Darstellungsvarietät durch die Werte der Euler-Klasse {\displaystyle e} klassifiziert. Weil nach der Milnor-Wood-Ungleichung die Euler-Klasse genau die ganzzahligen Werte im Intervall {\displaystyle \left[\chi (S_{g}),-\chi (S_{g})\right]} annehmen kann, hat die Darstellungsvarietät {\displaystyle 4g-3} Zusammenhangskomponenten. Eine Darstellung ist treu mit diskretem Bild genau dann, wenn {\displaystyle \mid e\mid =\chi (S_{g})}.[4]
- Für {\displaystyle G=SL(2,\mathbb {R} )} hat die Darstellungsvarietät {\displaystyle 2^{2g+1}+2g-3} Zusammenhangskomponenten.
- Für {\displaystyle G=PSL(2,\mathbb {C} )} oder {\displaystyle G=SO(3)} werden die Zusammenhangskomponenten von {\displaystyle Rep(\pi _{1}S_{g},G)} durch die Werte der zweiten Stiefel-Whitney-Klasse {\displaystyle w_{2}} klassifiziert, die Darstellungsvarietät hat zwei Zusammenhangskomponenten.
- Für {\displaystyle G=SL(2,\mathbb {C} )} oder {\displaystyle G=SU(2)} ist die Darstellungsvarietät zusammenhängend.
- Für {\displaystyle G=PSL(n,\mathbb {R} )} mit {\displaystyle n\geq 3} hat die Darstellungsvarietät 3 Komponenten, falls {\displaystyle n} ungerade ist, und 6 Komponenten, falls {\displaystyle n} gerade ist. Der Beweis benutzt die Theorie der Higgs-Bündel.[5]